# A 78-a ediție a Premiilor Globul de Aur
A 78-a ediție a Premiilor Globul de Aur a avut loc în format virtual la 28 februarie 2021 la Hotelul Beverly Hilton din Beverly Hills, California și a fost transmisă în direct pe NBC în Statele Unite. S-au acordat premii pentru cele mai bune filme din 2020 și începutul lui 2021 și cele mai bune emisiuni americane de televiziune din 2020 și începutul lui 2021. Tina Fey și Amy Poehler au fost gazdele ceremoniei pentru a patra oară. Globurile de Aur sunt oferite de Asociația Presei Străine de la Hollywood (HFPA). 

## Câștigători și nominalizări

### Cinema
| † | Indică o nominalizare postumă |

| Cel mai bun film | Cel mai bun film |
| Dramă | Muzical sau Comedie |
| --- | --- |
| - Nomadland - The Father - Mank - Promising Young Woman - The Trial of the Chicago 7 | - Borat Subsequent Moviefilm - Hamilton - Music - Palm Springs - The Prom |
| Cea mai bună interpretare (dramă) | |
| Actor | Actriță |
| - Chadwick Boseman † – Ma Rainey's Black Bottom ca Levee Green - Riz Ahmed – Sound of Metal ca Ruben Stone - Anthony Hopkins – The Father ca Anthony - Gary Oldman – Mank ca Herman J. Mankiewicz - Tahar Rahim – The Mauritanian ca Mohamedou Ould Salahi                               | - Andra Day – The United States vs. Billie Holiday ca Billie Holiday - Viola Davis – Ma Rainey's Black Bottom ca Ma Rainey - Vanessa Kirby – Pieces of a Woman ca Martha Weiss - Frances McDormand – Nomadland ca Fern - Carey Mulligan – Promising Young Woman - Cassandra "Cassie" Thomas |
| Cea mai bună interpretare (muzical/comedie) | |
| Actor | Actriță |
| - Sacha Baron Cohen – Borat Subsequent Moviefilm ca Borat Sagdiyev - James Corden – The Prom ca Barry Glickman - Lin-Manuel Miranda – Hamilton ca Alexander Hamilton - Dev Patel – The Personal History of David Copperfield ca David Copperfield - Andy Samberg – Palm Springs ca Nyles | - Rosamund Pike – I Care a Lot ca Marla Grayson - Maria Bakalova – Borat Subsequent Moviefilm ca Tutar Sagdiyev - Kate Hudson – Music ca Kazu "Zu" Gamble - Michelle Pfeiffer – French Exit ca Frances Price - Anya Taylor-Joy – Emma ca Emma Woodhouse |
| Cea mai bună interpretare în rol secundar | |
| Actor în rol secundar | Actriță în rol secundar |
| - Daniel Kaluuya – Judas and the Black Messiah ca Fred Hampton - Sacha Baron Cohen – The Trial of the Chicago 7 ca Abbie Hoffman - Jared Leto – The Little Things ca Albert Sparma - Bill Murray – On the Rocks ca Felix Keane - Leslie Odom Jr. – One Night in Miami... ca Sam Cooke    | - Jodie Foster – The Mauritanian ca Nancy Hollander - Glenn Close – Hillbilly Elegy ca Bonnie "Mamaw" Vance - Olivia Colman – The Father ca Anne - Amanda Seyfried – Mank ca Marion Davies - Helena Zengel – News of the World ca Johanna Leonberger |
| Altele | |
| Cel mai bun regizor | Cel mai bun scenariu |
| - Chloé Zhao – Nomadland - Emerald Fennell – Promising Young Woman - David Fincher – Mank - Regina King – One Night in Miami... - Aaron Sorkin – The Trial of the Chicago 7 | - Aaron Sorkin – The Trial of the Chicago 7 - Emerald Fennell – Promising Young Woman - Jack Fincher † – Mank - Christopher Hampton and Florian Zeller – The Father - Chloé Zhao – Nomadland |
| Cea mai bună coloană sonoră | Cea mai bună melodie originală |
| - Jon Batiste, Trent Reznor, and Atticus Ross – Soul - Alexandre Desplat – The Midnight Sky - Ludwig Göransson – Tenet - James Newton Howard – News of the World - Trent Reznor and Atticus Ross – Mank                                                                                  | - "Io sì (Seen)" (Niccolò Agliardi, Laura Pausini, and Diane Warren) – The Life Ahead - "Fight for You" (D'Mile, H.E.R., and Tiara Thomas) – Judas and the Black Messiah - "Hear My Voice" (Celeste and Daniel Pemberton) – The Trial of the Chicago 7 - "Ya Lil (Al Anisa Farah)" (Ramage, Frank Dukes, Massari, Benny Blanco, Martin Adium Sinotte, Louis Bell, and MAZ) – Miss Farah - "Speak Now" (Sam Ashworth and Leslie Odom Jr.) – One Night in Miami... - "Tigress & Tweed" (Andra Day and Raphael Saadiq) – The United States vs. Billie Holiday |
| Cel mai bun film de animație | Cel mai bun film străin |
| - Soul - The Croods: A New Age - Onward - Over the Moon - Wolfwalkers | - Minari (SUA) - Another Round (Danemarca) - La Llorona (Guatemala) - The Life Ahead (Italia) - Two of Us (Franța) |

### Filme cu mai multe nominalizări
| Nominalizări | Filme                                |
| ------------ | ------------------------------------ |
| 6            | Mank                                 |
| 5            | The Trial of the Chicago 7           |
| 4            | The Father                           |
| 4            | Nomadland                            |
| 4            | Promising Young Woman                |
| 3            | Borat Subsequent Moviefilm           |
| 3            | One Night in Miami...                |
| 2            | Hamilton                             |
| 2            | Judas and the Black Messiah          |
| 2            | The Life Ahead                       |
| 2            | Ma Rainey's Black Bottom             |
| 2            | The Mauritanian                      |
| 2            | Music                                |
| 2            | News of the World                    |
| 2            | Palm Springs                         |
| 2            | The Prom                             |
| 2            | Soul                                 |
| 2            | The United States vs. Billie Holiday |

### Filme cu mai multe Filme
| Filme | Nr. premii                 |
| ----- | -------------------------- |
| 2     | Borat Subsequent Moviefilm |
| 2     | Nomadland                  |
| 2     | Soul                       |

### Televiziune
| Cel mai bun serial TV | Cel mai bun serial TV |
| Dramă | Muzical/comedie |
| --- | --- |
| - The Crown (Netflix) - Lovecraft Country (HBO) - The Mandalorian (Disney+) - Ozark (Netflix) - Ratched (Netflix) | - Schitt's Creek (Pop TV) - Emily in Paris (Netflix) - The Flight Attendant (HBO Max) - The Great (Hulu) - Ted Lasso (Apple TV+) |
| Cel mai bun miniserial sau film de televiziune | |
| - The Queen's Gambit (Netflix) - Normal People (Hulu) - Small Axe (Prime Video) - The Undoing (HBO) - Unorthodox (Netflix) | |
| Cea mai bună interpretare într-un serial TV – Dramă | |
| Actor | Actriță |
| - Josh O'Connor – The Crown (Netflix) - Charles al III-lea - Jason Bateman – Ozark (Netflix) ca Martin "Marty" Byrde - Bob Odenkirk – Better Call Saul (AMC) ca Saul Goodman - Al Pacino – Hunters (Amazon Prime Video) ca Meyer Offerman - Matthew Rhys – Perry Mason (HBO) ca Perry Mason                          | - Emma Corrin – The Crown (Netflix) ca Diana, Prințesă de Wales - Olivia Colman – The Crown (Netflix) ca Elisabeta a II-a - Jodie Comer – Killing Eve (BBC America) ca Villanelle - Laura Linney – Ozark (Netflix) ca Wendy Byrde - Sarah Paulson – Ratched (Netflix) ca Nurse Ratched                                                                               |
| Cea mai bună interpretare într-un serial TV – Comedie/muzical | |
| Actor | Actriță |
| - Jason Sudeikis – Ted Lasso (Apple TV+) ca Ted Lasso - Don Cheadle – Black Monday (Showtime) ca Maurice Monroe - Nicholas Hoult – The Great (Hulu) ca Petru al III-lea al Rusiei - Eugene Levy – Schitt's Creek (Pop TV) ca Johnny Rose - Ramy Youssef – Ramy (Hulu) ca Ramy Hassan                                 | - Catherine O'Hara – Schitt's Creek (Pop TV) ca Moira Rose - Lily Collins – Emily in Paris (Netflix) ca Emily Cooper - Kaley Cuoco – The Flight Attendant (HBO Max) - Cassie Bowden - Asmaa Abulyazeid – Miss Farah (MBC4) - ca Farah - Elle Fanning – The Great (Hulu) - Ecaterina a II-a a Rusiei - Jane Levy – Zoey's Extraordinary Playlist (NBC) ca Zoey Clarke |
| Cea mai bună interpretare într-o miniserie sau film de televiziune | |
| Actor | Actriță |
| - Mark Ruffalo – I Know This Much Is True (HBO) ca Dominick and Thomas Birdsey - Bryan Cranston – Your Honor (Showtime) ca Michael Desiato - Jeff Daniels – The Comey Rule (Showtime) ca James Comey - Hugh Grant – The Undoing (HBO) ca Jonathan Fraser - Ethan Hawke – The Good Lord Bird (Showtime) ca John Brown | - Anya Taylor-Joy – The Queen's Gambit (Netflix) ca Beth Harmon - Cate Blanchett – Mrs. America (FX on Hulu) ca Phyllis Schlafly - Daisy Edgar-Jones – Normal People (Hulu) ca Marianne Sheridan - Shira Haas – Unorthodox (Netflix) ca Esther "Esty" Shapiro - Nicole Kidman – The Undoing (HBO) ca Grace Fraser                                                    |
| Cea mai bună interpretare în rol secundar într-o miniserie sau film de televiziune | |
| Actor în rol secundar | Actriță în rol secundar |
| - John Boyega – Small Axe (Prime Video) ca Leroy Logan - Brendan Gleeson – The Comey Rule (Showtime) ca President Donald Trump - Dan Levy – Schitt's Creek (Pop TV) ca David Rose - Jim Parsons – Hollywood (Netflix) ca Henry Willson - Donald Sutherland – The Undoing (HBO) ca Franklin Reinhardt                 | - Gillian Anderson – The Crown (Netflix) ca Margaret Thatcher - Helena Bonham Carter – The Crown (Netflix) ca Princess Margaret - Julia Garner – Ozark (Netflix) ca Ruth Langmore - Annie Murphy – Schitt's Creek (Pop TV) ca Alexis Rose - Cynthia Nixon – Ratched (Netflix) ca Gwendolyn Briggs                                                                    |

### Seriale TV cu mai multe nominalizări
| Nominalizări | Seriale              |
| ------------ | -------------------- |
| 6            | The Crown            |
| 5            | Schitt's Creek       |
| 4            | Ozark                |
| 4            | The Undoing          |
| 3            | The Great            |
| 3            | Ratched              |
| 2            | The Comey Rule       |
| 2            | Emily in Paris       |
| 2            | The Flight Attendant |
| 2            | Normal People        |
| 2            | The Queen's Gambit   |
| 2            | Small Axe            |
| 2            | Ted Lasso            |
| 2            | Unorthodox           |

### Seriale cu mai multe premii
| Nr. premii | Seriale            |
| ---------- | ------------------ |
| 4          | The Crown          |
| 2          | Schitt's Creek     |
| 2          | The Queen's Gambit |